# Хендрик Вогд
Хендрик Вогд (на нидерландски: Hendrik Voogd) е нидерландски художник.

## Биография
Роден е на 10 юли 1768 година в Амстердам, тогава Република Съединени провинции, днес в Нидерландия. Посещава градската художествена академия. Ученик е на Юриан Андрисен. През 1788 година заминава за Рим, където продължава образованието си и остава за постоянно. Заминава за Италия с финансовата подкрепа на мецената Дирк Верстег.
В Рим общува с германските и австрийските пейзажисти, поради липса на нидерландски художници. Близък е с назарените Йозеф Антон Кох и Йохан Райнхард. Участва в групови пътувания със своите колеги художници из околностите на Рим. Съвременниците му го наричат „Холандския Клод Лорен“, защото стилът на картините му наподобява този на френския художник. През 1816 година е приет за почетен член на академията в Сан Лука. През 1822 година е поканен да се присъедини към Кралската академия за изящни изкуства в Амстердам.
Умира на 4 септември 1839 година в Рим.

## Творчество
Ранните творби на Вогд от римския му период са в линейния стил на XVIII век. Произведенията му често са бъркани с тези на Йохан Мартин фон Роден, който е сред най-близките приятели на художника. Обект на интерес за Вогд са Рим и неговите околности – Тиволи, Лаго Албано, Кастел Гандолфо, Лаго ди Неми и т.н. Повечето от творбите му са рисунки с молив и черна креда. Предпочита да изобразява елементи от природата – камъни, дървета, животни, водопади или пейзажни гледки.
Въпреки че е наричан „Холандския Клод Лорен“, това сравнение е пресилено. Френският художник е единствено влияние за нидерландеца.
Вогд остава голямо наследство, но оцелява малко количество от него. Предполага се, че има неидентифицирани негови творби из частни колекции в Европа.

## Галерия
- Преминаването на брода (1819)
- Италиански пейзаж (1832)
- Изглед на Рим от един прозорец (1809)
- Обрасли скали и планински водопад в Италия, вероятно край Тиволи (между 1790 и 1820)
- Италиански пейзаж с бик и лаещо го куче (1832)